# John Paintsil
John Paintsil nebo také Pantsil (* 15. června 1981 Berekum) je bývalý ghanský fotbalista. Hrál na postu obránce nebo defenzivního záložníka.
Je odchovancem klubu Berekum Arsenal, hrál za Liberty Professionals Accra F.C., Maccabi Tel Aviv FC, Hapoel Tel Aviv FC, West Ham United FC, Fulham FC, Leicester City FC, Santos Kapské Město a Maritzburg United FC. S Maccabi vyhrál Ligat ha'Al 2003 a s Fulhamem hrál finále Evropské ligy UEFA 2009/10. S ghanskou fotbalovou reprezentací se zúčastnil mistrovství světa ve fotbale 2006 (osmifinále) a mistrovství světa ve fotbale 2010 (čtvrtfinále). Je také stříbrným medailistou z mistrovství světa ve fotbale hráčů do 20 let 2001 a bronzovým medailistou z Afrického poháru národů 2008. Odehrál 89 reprezentačních zápasů, v roce 2008 byl zvolen ghanským fotbalistou roku.
Hráčskou kariéru ukončil v roce 2016, působí jako asistent trenéra v jihoafrickém klubu Kaizer Chiefs FC.